# Elizabeth Montagu
Elizabeth Montagu   (York, 2 d'octubre de 1718 - Londres, 25 d'agost de 1800) va ser una escriptora i mecenes anglesa. Fou la fundadora, conjuntament amb Elisabeth Vesey, del Blue Stockings Society.

## Biografia
Va néixer a York el 2 d'octubre de 1718 i va morir a Londres el 1800. Filla de Matthew Robinson i Elizabeth Drake. La seva família pertanyia a l'alta societat anglesa. Estava particularment unida a la seva germana Sarah, la futura escriptora Sarah Scott.
Segons una carta que li va escriure a la seva amiga, Lady Margaret Harley, sembla que veia el matrimoni com una convenció racional i, d'entrada no estava massa motivada per casar-se. Tot i així, el 1742 es va casar amb Edward Montagu, net del I Comte de Sandwich, Edward Montagu, qui posseïa nombroses mines de carbó i tenia diversos lloguers i finques a Northumberland. Ella tenia vint-i-dos anys i ell en tenia cinquanta. El matrimoni era avantatjós, però aparentment no era apassionat. No obstant, l'any següent van tenir un fill, John, que va morir inesperadament el 1744, i en va quedar molt afectada. A través d'aquest matrimoni es va emparentar amb la llavors famosa escriptora, viatgera i feminista Mary Wortley Montagu, introductora a Anglaterra de la vacuna de la verola. El nom d'ambdues dones s'associa, amb fortes connotacions d'amor platònic-eròtic, al del brillant poeta Alexander Pope.

## Vida cultural i de saló
Montagu i el seu marit viurien a cavall de Londres, a Mayfair i Sandleford. L'any 1750, juntament amb Elisabeth Vesey, van fundar la societat anomenada Blue Stockings Society, eren unes trobades de dones cultes que feien tertúlies sobre literatura i arts, es va prohibir parlar de política i moltes dones es van ajudar mútuament en la lectura, el treball artístic i l'escriptura. Molts van acabar publicant llibres. Aquesta activitat es considerava revolucionaria, lluny de les tasques tradicionals a les que estaven sotmeses la gran majoria de dones.
Cap el 1760, aquestes trobades es van convertir en assemblees nocturnes on es va prohibir el joc de cartes i les begudes fortes. L'any 1770 va esdevenir el primer saló de Londres. A part de Pope i de Swift, també van passar per aquest saló el seu cosí, l'escriptor Henry Fielding, l'assagista i lexicògraf Samuel Johnson, l'actor i empresari teatral David Garrick, el pintor Joshua Reynolds, l'escriptor Horace Walpole, el politòleg britànic Edmund Burke i el polemista Charles James Fox. Va patrocinar a molts autors, entre els quals, trobem Elizabeth Carter, Hannah More, Frances Burney, Anna Barbauld, Sarah Fielding, Hester Chapone, James Beattie, and Anna Williams.

## Publicacions
Elizabeth Montagu va publicar dues obres: tres seccions en els Diàlegs dels morts de George Lyttleton (1760) i un assaig sobre els escrits i el geni de Shakespeare (1769). Pòstumament se li van publicar les seves cartes.
Els Diàlegs dels morts van ser una sèrie de crítiques vers la societat del segle xviii, per exemple, en el Diàleg 26, Montagu utilitza Hèrcules per participar en una discussió sobre la virtut, en el Diàleg 27, un personatge, la senyora Mopish, no pot anar als camps d'Elysian perquè està distret per les influències mundanes i en el Diàleg 28, un llibreter explica a Plutarc les dificultats de publicar en la societat moderna.
En l'assaig sobre els llibres i el geni de Shakespeare, defensa Shakespeare contra les crítiques dels partidaris de l'estil dramàtic francès, en particular contra els atacs de Voltaire. En aquest assaig, Montagu afirma que l'èxit de Shakespeare prové de la seva virtut global i la seva capacitat d'implicar l'emoció de l'audiència, no per l'estricta observança dels models clàssics del drama.

## Cartes
Montagu va escriure nombroses cartes, al voltant de 8.000, tant a familiars com a amistats. En elles, s'inclouen discussions sobre salut, plans de viatge i descripcions sobre esdeveniments socials. Al voltant d'un terç de la seva correspondència es va centrar en la cultura com ara teatre, òpera, espectacles públics, filosofia moral i divinitat. Aquestes cartes van ser publicades pòstumament en diversos volums i es conserven en biblioteques angleses i americanes.

## Mort
A la mort del seu marit el 1775, Elizabeth va adoptar el seu nebot Mateu (fill del seu germà), que s'havia quedat orfe. El noi va mantenir el cognom del seu pare, Robinson, però es va convertir en l'hereu de les fortunes de Montagu. Elizabeth, havia rebut una gran herència que saber administrar. També s'ha d'assenyalar la seva generositat vers a les persones amb pocs recursos econòmics, els que tenien talent els patrocinava o ajudava econòmicament.
El 1777 va ampliar la residència de Sandleford, el disseny dels jardins li va encarregar al famós paisatgista i arquitecte britànic Lancelot Brown (anomenat Lancelot "Capability" Brown). El 1781 va començar la construcció de la mansió "Montagu´s House", a Portman Square, Londres, la qual es va convertir en el centre de la vida social a la qual, fins i tot havien assistit descendents de la família reial anglesa.
Hannah More la va recordar com "una de les dones més brillants i més encoratjadores de la conversa", mentre que Samuel Johnson li va donar el sobrenom de "Queen of the Bluestockings"
En una carta a la Sra. Vesey, Elizabeth Montagu va escriure: " Hem viscut amb els homes més savis, intel·ligents i celebrats del nostre temps i amb algunes de les millors dones educades de tots els temps ".
Elizabeth Montagu va morir el 25 d'agost de 1800 a la seva residència a Londres.